# Bussus-lès-Yaucourt
Bussus-lès-Yaucourt is een fusiegemeente (commune nouvelle) in het Franse departement Somme (regio Hauts-de-France. De plaats maakt deel uit van het arrondissement Abbeville. Bussus-lès-Yaucourt is op 1 januari 2025 ontstaan door de fusie van de gemeenten Bussus-Bussuel en Yaucourt-Bussus.